# Vanga
Vanga, Krasnica, nekad i Titov otok je nenaseljeni otočić u Brijunskom otočju, uz zapadnu obalu Istre. Otok leži 2 km zapadno od Velog Brijuna. 
Površina otoka je 193.806 m2, duljina obalne crte 2695 m, a visina 9 metara. Sastoji se od dva dijela spojena prevlakom širokom oko 25 metara.

## Povijest
Bio je naseljen već u rimsko doba. U 1. stoljeću bilo je na istočnoj obali otoka izgrađeno rimsko naselje. Otokom danas upravlja hrvatska vlada.